# Týřovští z Ensidle
Týřovští z Einsiedlu byl český šlechtický rod, pocházející z Mnichova, v okrese Cheb. Působil především na Rakovnicku a Kralovicku, největší proslulosti dosahoval v osobě svého zakladatele Jošta z Einsiedlu, který byl sekretářem Jiřího z Poděbrad. Jeho potomci se pak zařadili mezi drobnou lokální šlechtu.

## Historie
Zakladatelem rodu byl Jošt z Einsiedlu (původní německý název pro dnešní Mnichov), který měl velmi blízko k předním Chebským patricijským rodinám. Vystudoval pravděpodobně klášterní školu v Teplé, kde se nejspíše naučil i česky. Díky znalosti obou zemských jazyků se stal písařem Aleše a Petra Holických ze Šternberka, držitelů nedalekého Bečova nad Teplou. Od roku 1454 již Jošt působil jako sekretář zemského správce Jiřího z Poděbrad a po Jiřího korunovaci českým králem v roce 1458 mu byl udělen rytířský titul. Následně v roce 1460 mu byl doživotně zastaven hrad Týřov. Posledním členem rodu byl Jan Michal, který zastával úřad zemského rady a krátce i soudce. Později onemocněl hypochondrií a tak jeho statky byly nejprve pod poručenskou správou, ale nakonec byly v roce 1759 prodány. Není známo, kdy zemřel.

## Erb

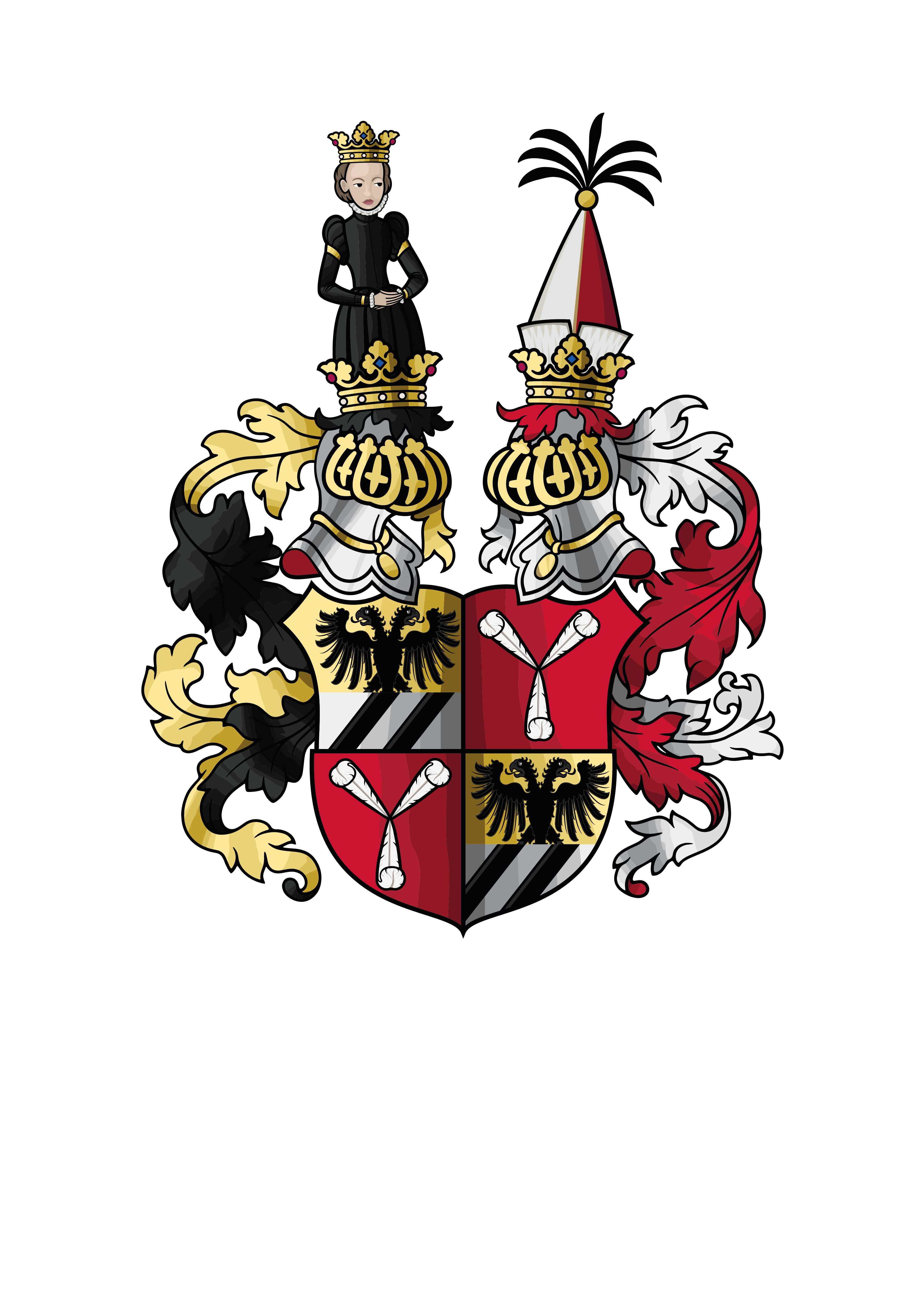
Erb Týřovských z Einsiedlu

Nosili čtvrcený štít, kde bylo 1. a 4. pole dělené a v něm byl nahoře vyrůstající černý orel na zlatém pozadí a dole dvě černá šikmá břevna na stříbrném pozadí. Ve 2. a 3. červeném poli byla tři střbrná pštrosí pera špičkami k sobě a od sebe se rozbíhající. Nad štítem byly dvě helmy s korunkami, levá s červenostříbrnými přikryvadly ze které vystupoval polcený vysoký tatarský klobouk s černou nebo stříbrnou kytou, jehož levá polovina byla stříbrná a pravá červená. Pravá helma byla opatřena černozlatými přikryvadly a v klenotu měla černě oděnou panu korunovanou zlatou korunou.

## Příbuzenstvo
Spojili se s Krakovskými z Kolovrat, Kokořovci z Kokořova, Malovci z Chýnova, Šporky, s Klenovskými z Janovic a dalšími českými rody.